# Tetjana Kozyrenko
Tetjana Andriïvna Kozyrenko (in ucraino Тетяна Андріївна Козиренко?, traslitterazione anglosassone Tetyana Kozyrenko; Černihiv, 4 maggio 1996) è una calciatrice ucraina, attaccante del Lokomotiv Mosca e della nazionale ucraina.

## Palmarès
- Campionato lituano: 1

Gintra Universitetas: 2016
- Campionato turco femminile: 1

Ataşehir Belediyesi: 2017-2018
- Coppa di Russia: 1

Lokomotiv Mosca: 2020